# Parafia Najświętszego Serca Pana Jezusa w Komarówce Podlaskiej
Parafia Najświętszego Serca Pana Jezusa w Komarówce Podlaskiej – parafia rzymskokatolicka w Komarówce Podlaskiej.
Parafia erygowana przed 1710. Obecny kościół parafialny murowany, wybudowany w latach 1907–1910.
Terytorium parafii obejmuje Komarówkę Podlaską, Brzeziny, Brzozowy Kąt, Derewiczną, część Rudna (Rudno III), Walinę, Wiski, Woroniec, Wólkę Komarowską oraz część Żulinek (Przymiarki).
W 1927 roku proboszczem był Jan Rudnicki, odznaczony Srebrnym Krzyżem Zasługi za „zasługi w pracy społecznej”.